# Eudora Weltyová
Eudora Alice Weltyová, nepřechýleně Welty (13. dubna 1909 Jackson, Mississippi – 23. července 2001 Jackson, Mississippi) byla americká spisovatelka, novinářka a fotografka. Patřila k představitelům „druhé vlny jižanské literatury“.

## Životopis
Vystudovala anglickou literaturu na Wisconsinské univerzitě v Madisonu a reklamu na Kolumbijské univerzitě, po absolutoriu pracovala jako novinářka ve státě Mississippi. Také fotograficky dokumentovala dopad velké hospodářské krize na venkovské obyvatelstvo. V roce 1936 vydala první povídku „The Death of a Traveling Salesman“. V době jejích literárních začátků jí pomáhala svými radami Katherine Anne Porterová. Díky Guggenheimovu stipendiu Weltyová cestovala po Evropě, přednášela na Univerzitě v Cambridgi i na Harvardově univerzitě. V roce 1969 byla přijata do Americké akademie umění a věd. Byla představitelkou psychologického realismu, ve svých knihách vycházela ze specifické jižanské mentality a lokální vypravěčské tradice, nechávala se však také inspirovat světem antických mýtů.
Třikrát získala O. Henryho cenu (1942, 1943 a 1968). V roce 1973 jí byla udělena Pulitzerova cena za román Optimistova dcera, v roce 1980 převzala Prezidentskou medaili svobody a v roce 1983 se stala laureátkou National Book Award za paperbackové vydání sebraných spisů. V roce 1998 se stala první žijící osobou, jejíž kniha vyšla v sérii literární klasiky Library of America. V roce 2000 byla zařazena do National Women's Hall of Fame.
Patří k osobnostem, jejichž obraz je součástí washingtonské Národní portrétní galerie. Její dům v Jacksonu slouží jako muzeum a v roce 2004 byl zařazen na seznam National Historic Landmark.

## Překlady do češtiny
- Srdce Ponderova rodu (1967)
- Optimistova dcera (1982)
- Zkamenělý muž (1997) výběr povídek a překlad Hana Ulmanová[4]
- Zlatá jablka (2016)